# Geotrygon chiriquensis
Geotrygon chiriquensis é uma espécie de ave da família Columbidae.
Pode ser encontrada nos seguintes países: Costa Rica e Panamá.
Os seus habitats naturais são regiões subtropicais ou tropicais húmidas de alta altitude.